# Vrtule

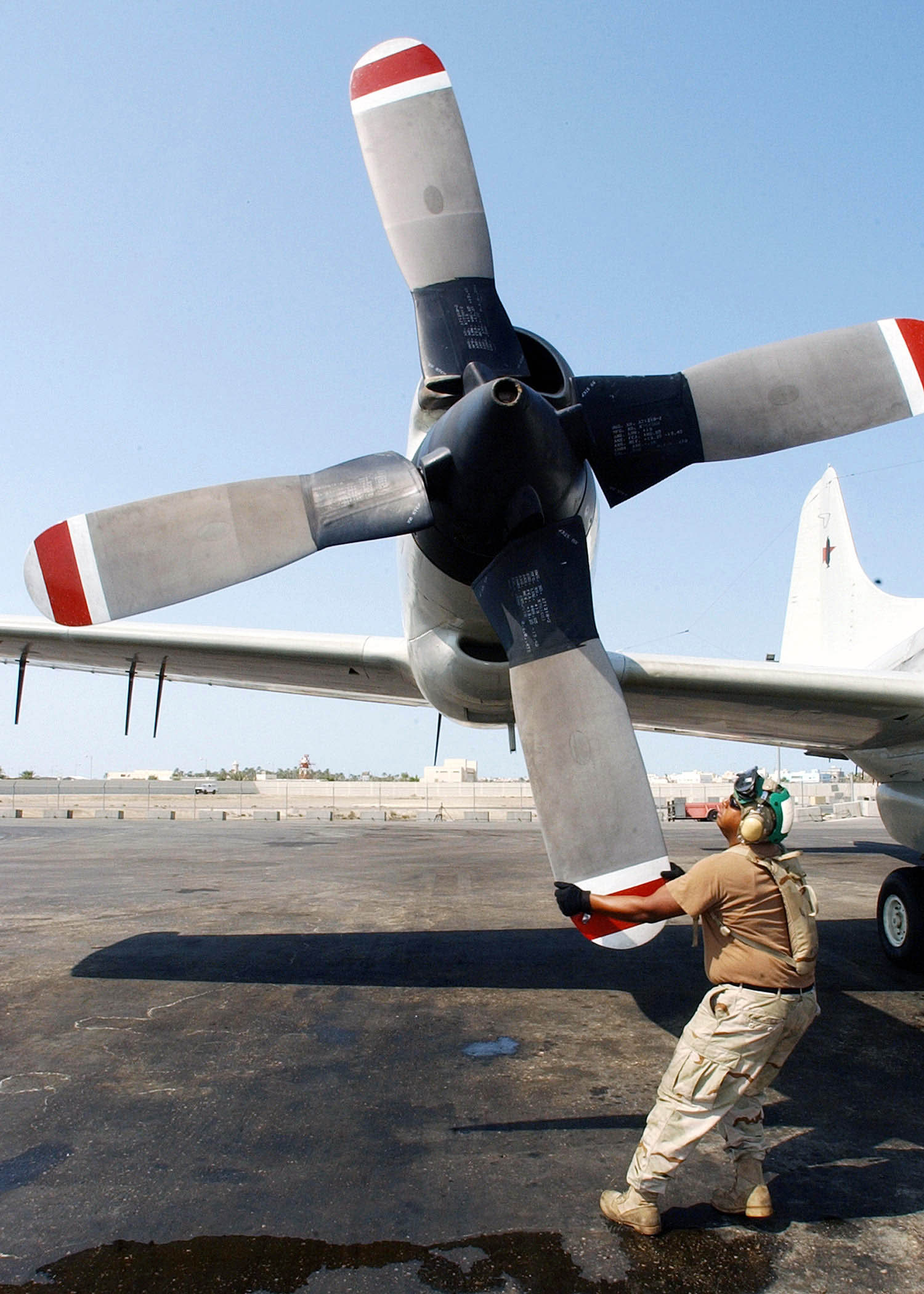
Čtyřlistá vrtule letounu P-3 Orion

Vrtule je technické zařízení, které umožňuje přeměňovat energii rotačního pohybu na tah nebo naopak tah na rotační pohyb.
Je používána pro pohon letadel, vzducholodí a některých jiných strojů nebo naopak pro zužitkování větrné energie ve větrných turbínách.
Vrtule letadla je nástrojem pro převod točivého momentu hnacího ústrojí na sílu potřebnou k pohybu letadla v ovzduší země.
Výslednou aerodynamickou sílu vzniklou na rotující vrtuli můžeme rozložit do dvou složek. Do směru letu, tu pak nazýváme tah. A do roviny rotace,kde působí na určitém rameni a vytváří tak moment působící proti kroutícímu momentu motoru. Vrtule nasává přední stranou vzduch, prožene ho svým průřezem a vypudí směrem za sebe. Toto množství vzduchu je urychlováno z nulové rychlosti před vrtulí až k hodnotě mnohem větší rychlosti, při níž opouští vrtuli.
Tah vrtulové pohonné jednotky vzniká na základě třetího Newtonova zákona, totiž principu akce a reakce. To konečně platí pro jakoukoliv pohonnou jednotku létajících strojů. Jestliže se podaří uvést do pohybu nějakou vzdušnou hmotu, což je vrtulový proud, energii vloženou do vytvoření vrtulového proudu lze využít ve formě vzniklé síly opačného smyslu, kterou nazýváme tah.
Z druhého Newtonova zákona, který definuje sílu jako součin hmoty a jejího zrychlení, pak snadno spočítáme takto vzniklý tah, jestliže známe rychlost proudu hned za vrtulí. Anebo můžeme ze změřeného statického tahu naopak spočítat rychlost vzduchu proudícího za vrtulí.
Tato síla – tah, může zajistit dopředný pohyb ať již vodorovný, sestupný , svislý nebo stoupavý (u vrtulníku jsou tyto vrtule nazývány rotory) letounům lehčím (vzducholodě) i těžším než vzduch (letadla s pevnými nebo pohyblivými křídly). V těchto případech je třeba potřebný výkon dodat.
Při rotaci vrtule ve vzduchu působí na každou část listu vrtule aerodynamická síla, podobně jako na křídle, tedy v důsledku rozdílu tlaků vzniklých obtékáním profilu vrtule. Každá část listu se pohybuje stejnou úhlovou rychlostí, ale díky rozdílné vzdálenosti od osy otáčení poloměru jinou obvodovou rychlostí. Proto je list zkroucen tak, aby součin obvodové rychlosti a součinitele vztlaku a tím i rozložení vztlaku po délce listu bylo stálé (tzn. směrem ke konci listu klesá úhel nastavení a mění se i profil listu).
Vrtule může mít různý počet listů. Existují i speciální vrtule pro rychlostní modely letadel s jedním listem. Nejjednodušší a nejstarší vrtule byly vybroušené z jednoho bloku dřeva slepeného z několika vrstev, nejmodernější vrtule mají několik listů z kovu nebo kompozitu, které jsou namontovány do hlavy vrtule obsahující mechanismus jejich natáčení a opatřené aerodynamickým krytem. Vrtule může být připevněna přímo na klikovou hřídel motoru, nebo být připojena přes reduktor.

## Popis vrtulí
Vrtule se dělí na:
- pevné – mají listy nastaveny na pevný úhel nastavení, který je optimální pouze pro jeden režim letu, při kterém vrtule pracuje s nejvyšší účinností.
- stavitelné – používají se pro motory s vyšším výkonem; jsou schopny měnit úhel nastavení listů podle provozního režimu. Celková účinnost vrtule se tak výrazně zvyšuje.
  - na zemi stavitelné – listy se nastaví do polohy odpovídající předpokládanému režimu letu ještě na zemi; za letu se chová jako vrtule pevná.
  - stavitelné za letu – jsou stavěny různými silovými systémy (mechanické, elektrické, hydraulické); listy těchto vrtulí lze nastavit automaticky nebo zásahem pilota. Kromě toho tyto vrtule umožňují i "praporování", tj. otočení listů vrtule tak, aby měly listy stojící (nerotující) vrtule co nejmenší odpor vůči směru letu. Tento režim se používá u pomocných motorů kluzáků, kde pohon slouží jen k vynesení větroně do určité výšky a pak je zastaven a dále jako havarijní režim při poruše motoru vrtulových letounů.

Podle počtu listů dělíme vrtule na dvoulisté, trojlisté, čtyřlisté, atd. Protože je vrtule vlastně křídlo, bylo by nejefektivnější, aby měly listy vrtule nekonečnou štíhlost, tedy nekonečnou délku. To je ale v příkrém rozporu jak s technickým provedením, tak i Reynoldsovým číslem rotující vrtule. Je-li nutné přenést vrtulí větší výkon, je nutné zvětšit její činnou plochu a nejjednodušším řešením by bylo použití vrtule o větším průměru, ale tady brzy narazíme na již uvedená omezení. Dalším postupem je použití většího počtu listů. Počet listů roste i v případě, že by se konce listů vlivem součtu obvodové a letové rychlosti dostaly do kritické oblasti Reynoldsových čísel, respektive přiblížily k Machovu číslu jedna - řešením je zkrácení listů a dorovnání účinné plochy zvýšením počtu listů. Snaha o účinnost, tedy o co nejdelší list v přijatelných aeroelastických mezích, vede k vrtulím s velkým počtem širokých, "šavlovitě" zahnutých listů, jaké najdeme na nejmodernějších dopravních letadlech - tzv. propfany. Ty mají do jisté míry režim blízký dmychadlům na turbodmychadlových jednotkách. Viz např. Antonov An-70.

## Využití
Pohon vrtule obstarávají na dnešních letadlech buď pístové zážehové motory, nebo častěji motory turbohřídelové. Pokusně a na leteckých modelech se používají elektromotory. V historii byl použit i vznětový motor ("diesel").
Vrtuli v opačné roli, tedy jako pohon, najdeme na větrných elektrárnách. I zde jsou použity listy s co největší štíhlostí (délkou) a stavitelné.
Ve 30. letech 20. století se v Německu objevilo i experimentální kolejové vozidlo poháněné vrtulí. Lidově se mu říkalo Kolejový zepelín. Existují i saně poháněné tlačnou vrtulí.
Významnější pozemní aplikací vrtule jsou vznášedla. Ta, kromě jiného, umožňují provoz tam, kde by byl provoz jiných prostředků obtížný, nebo i nemožný - mělké toky, bažiny.
Jako vrtule se někdy v literatuře označuje nesprávně[zdroj⁠?!] i lodní šroub.

## Vrtule stálých otáček
Je žádoucí zajistit aby vrtule pracovala při optimálních otáčkách pro daný režim letu a použitý motor. Úhel náběhu listu vrtule závisí na rychlosti letu a otáčkách vrtule. S rostoucí rychlostí letu se snižuje úhel náběhu a to tím více, čím nižší jsou otáčky.
Příklad: pokud pilot převede letadlo s klasickou vrtulí do klesání, zvýší se rychlost letu, klesne úhel náběhu listu a tím i jeho odpor a při stejném výkonu motoru budou stoupat otáčky. Vrtule začne pracovat neefektivně.
Pokud se tomu má čelit, je nutné buď snížit výkon motoru (mohlo by dojít k jeho přetočení), nebo přibrzdit letadlo.
Jinou možností je použít místo pevné vrtule vrtuli se stavitelnými listy – ať už ručně, nebo automaticky.
Automaticky stavitelné vrtule využívá drtivá většina moderních letadel.
Vrtule stálých otáček je opatřená regulátorem otáček, který na změnu otáček reaguje automatickým přestavením listů tak, aby "moment odporu vrtule" a kroutící moment motoru byly neustále v rovnováze. Pilot potom zvolí plnicí tlak a tím režim práce motoru, a požadované otáčky a ani o motor, ani o vrtuli se pak nemusí starat.
Zástupcem je např. vrtule V-500A použitá na letounech řady Z-42/43.

### Autonomní vrtule
Je to vrtule stálých otáček, která si sama nastavuje optimální otáčky v závislosti na rychlosti letu.
Příkladem je vrtule V-503 použitá např. letounu Z-226. Vrtule má v přední části klobouk opatřený křidélky, který se vůči zbytku vrtule může jednak otáčet (kolem osy otáčení vrtule) a jednak posunovat dozadu. Za letu se díky křidélkům obtékaným vzduchem otáčí jinak než zbytek vrtule, tento pohyb pohání olejové čerpadlo v hlavě vrtule. "Nápor vzduchu" úměrný rychlosti tlačí klobouk proti pružině dozadu a tímto posuvným pohybem je ovládán regulátor otáček, umístěný také v hlavě.